# Inspektoria pilska

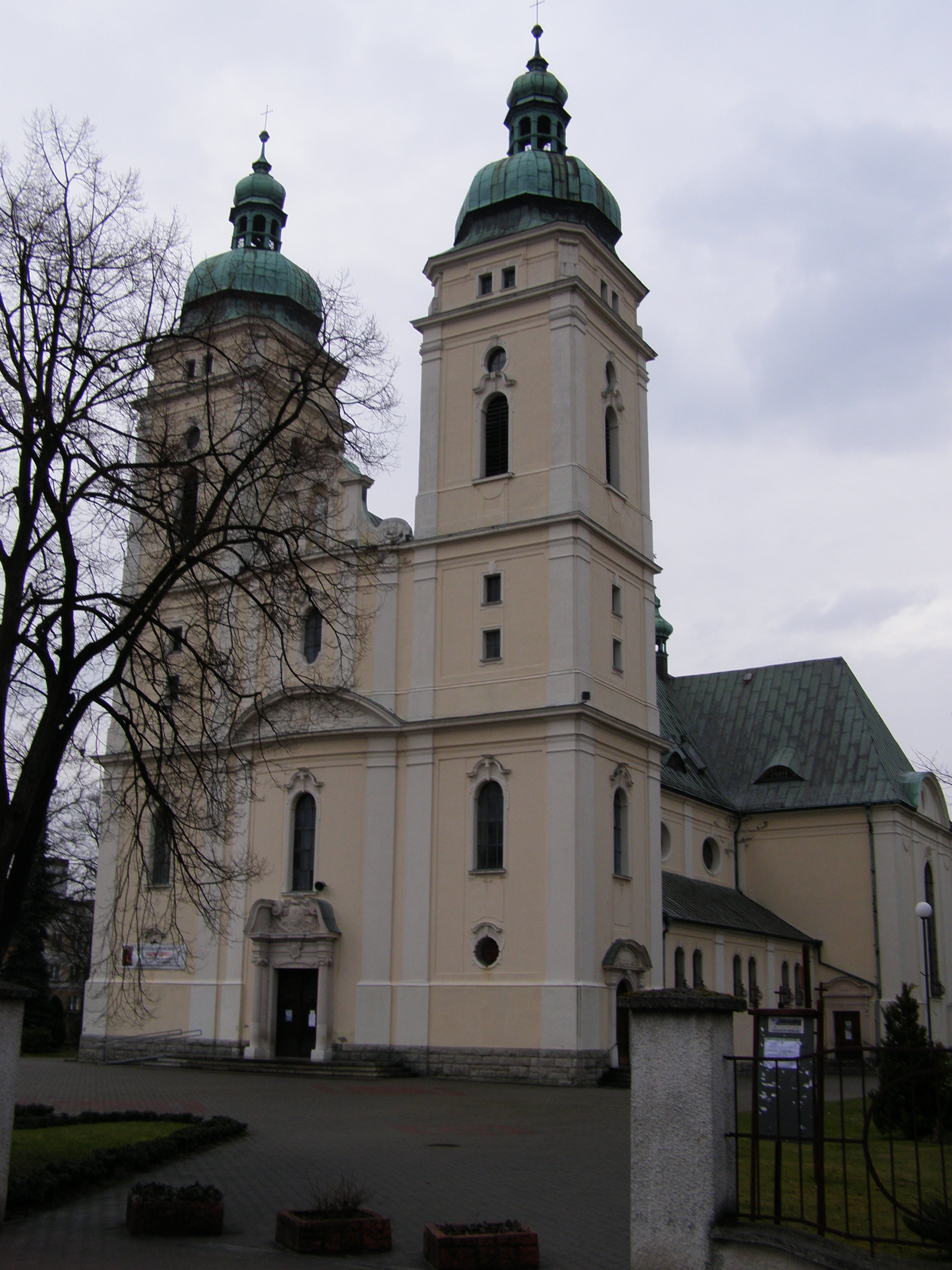
Siedziba Inspektorii św. Wojciecha w Pile

Inspektoria św. Wojciecha w Pile – jedna z czterech prowincji salezjańskich w Polsce, z siedzibą w Pile.
Utworzona została przez ks. Generała Egidio Viganò, dnia 16 grudnia 1979. Nowa inspektoria obejmowała północno-zachodnią Polskę i liczyła początkowo 57 placówek z 235 zakonnikami w 15 wspólnotach zakonnych. Obecnie jest to 310 księży skupionych w 30 wspólnotach. Salezjanie inspektorii pilskiej prowadzą 27 różnych szkół i ośrodków wychowawczych.

## Inspektorzy Inspektorii św. Wojciecha
| Od   | Do   | Inspektor              |
| ---- | ---- | ---------------------- |
| 1980 | 1986 | ks. Henryk Jacenciuk   |
| 1986 | 1992 | ks. Stanisław Skopiak  |
| 1992 | 1998 | ks. Władysław Kołyszko |
| 1998 | 2004 | ks. Jerzy Worek        |
| 2004 | 2010 | ks. Zbigniew Łepko     |
| 2010 | 2016 | ks. Marek Chmielewski  |
| 2016 | 2020 | ks. Roman Jachimowicz  |
| 2020 |      | ks. Tadeusz Itrych     |